# Szép, szőke szerelmünk, a Tisza
A Szép, szőke szerelmünk, a Tisza című színes, 17 részes magyar ismeretterjesztő filmsorozat, ami egy gyalogos és egy evezős túra keretében mutatja be a Tiszát és a folyó partján lévő nevezetességeket, a forrásoktól a torkolatig. Útközben a Tisza-menti települések lakóinak mindennapi életével és hagyományaival is találkozunk.
Az Európa kék szalagja, a Duna című sorozat alkotói készítették, a túra az Újpesti Hajós Klub nyílt vízitúrája volt. A túrát 2008. június 28-án kezdték el, először a Fekete-Tisza forrását keresték fel, majd Bustyaházánál vízre szállva Tokajig eveztek, Tokajba július 6-án érkeztek meg, majd 1 évvel később, 2009. július 3-án a Tokaj – Duna–Tisza torkolat közötti szakasz következett, amit július 20-ra teljesítettek, bár néhányan a Tokajból való indulás előtt a Fehér-Tisza forrásának felkutatása miatt ismét végigjárták az 1 évvel korábbi szakaszt, de ennek a túrának csak néhány képe került bele a sorozatba, pl. Fehér-Tisza-forrás és a Nagyszőlősnél, napos időben készült felvételek. A torkolathoz való megérkezés után folytatták a túrát a Dunán keresztül Belgrádig, de az a szakasz már nem került bele a sorozatba. Néhány felvételt utólag, a túra befejezése után 2010-ben rögzítettek. A másik sorozathoz hasonlóan ennek a készítését se tudta finanszírozni a televízió, így itt is magán tőke bevonására volt szükség.
A sorozat 2014. augusztus 21-én került először a Televízió képernyőjére a Duna TV által, bár néhány epizódnak korábban már volt premier előtti vetítése különböző Tisza-parti településeken.

## Története
Az Európa kék szalagja, a Duna című sorozat elkészítése után az Újpesti Hajós Klub Gyenes Károllyal közösen elhatározta a Tiszát bemutató hasonló sorozat elkészítését. A 2008–2009-ben zajlott forgatást megnehezítette, hogy most sem kaptak a televíziótól támogatást, így saját maguknak kellett összekalapozni a pénzt, bár ennek ellenére ekkor a felső szakaszról Egy folyó születése címmel készítettek egy 25 perces összeallítást az M2 Natúra című műsorának. (Ebből a filmből tudhatjuk meg, hogy a 2008-as felvételeket eredetileg 4:3-as képarányban forgatták, amit a sorozatban már 16:9-es képarányra alakítottak át). A szűkös anyagi helyzet miatt nem sikerült a legmegfelelőbb filmes felszerelést beszerezni, így a kamerával sok rossz optikai felvétel készült, amiket később újra kellett pótolni. A forgatás végül 14 millió forintot emésztett fel, és a szűkös anyagi helyzetek miatt csak jóval később, 2014-ben láthatta először a közönség a teljes sorozatot. Természetesen ez a sorozat is viszi tovább azt a szellemiséget, amit Rockenbauer Pál indított el a Másfélmillió lépés Magyarországon című sorozatával.

## Stáb
- Írta és rendezte: Gyenes Károly
- Operatőr: Németh József, Patócs Róbert, Tóth Zsolt Marcell, Oláh Zoltán
- Vágó: Tóth Zsolt Marcell
- Hangmérnök: Faludi Sándor
- Zene: Mátyás Attila
- Zenei szerkesztő: Tamás Zsolt
- Producer, szakmai vezető: Varga János
- Szerkesztő, riporter: Gyenes Károly
- Narrátor: Kis Kata, Gyenes Károly
- Növénytani szakértő: Milkovits István
- Csapattagok[3] (nem teljes lista): Balázs Júlia, Balogh Anikó, Dóra Márton, Erdős Szilvia, Faludi János, Gál Balázs, Gál Nándor, Higi Balázs, Madarász Emília, Maróti István, Petres Pál, Szabó Balázs, Téglás László, ifj. Varga János, Vári Péter

## Epizódok

### 2008
- 1. rész: A források
- 2. rész: Vízreszállás
- 3. rész: Szabályozatlanul
- 4. rész: "Jó kedvvel, bőséggel..."
- 5. rész: Öt híd között
- 6. rész: Történelmi partok[4]

### 2009
- 7. rész: Az első lépcső
- 8. rész: A puszta folyója
- 9. rész: A folyó a tóban
- 10. rész: A partok élete
- 11. rész: A Közép-Tisza
- 12. rész: Holt ágak, élő hagyományok
- 13. rész: Kubikusok, halászok
- 14. rész: Szeged főutcája
- 15. rész: Bácska és Bánát között
- 16. rész: Távolodó Magyarország
- 17. rész: Megérkezés

## A filmben felbukkanó települések
- Budapest,[5] Feketetisza, Kőrösmező, Tiszabogdány, Rahó, Kiscserjés, Barnabás, Tiszaborkút, Terebesfejérpatak, Visóvölgy, Komlós, Lonka, Tiszalonka, Nagybocskó (Ukrajna), Nagybocskó (Románia), Máramarossziget, Aknaszlatina, Técső, Kistécső,[6] Bustyaháza, Visk, Veléte, Huszt, Tiszakirva, Veréce, Királyháza, Nagyszőlős, Tekeháza, Tiszaszászfalu, Tiszahetény, Tiszaszirma, Tiszasásvár, Tiszapéterfalva, Tiszabökény, Tiszafarkasfalva, Tiszaújlak, Tiszabecs, Csetfalva, Tiszacsécse, Szatmárcseke, Badaló, Tarpa, Nagyar, Kisar, Tivadar, Jánd, Vásárosnamény, Gergelyiugornya, Tiszaszalka, Tiszaadony, Aranyosapáti, Tiszakerecseny, Lónya, Tiszamogyorós, Eperjeske, Tiszaszentmárton, Zsurk, Záhony, Csap, Nagytárkány, Zemplénagárd, Tuzsér, Szabolcsveresmart, Kékcse, Döge, Tiszakanyár, Cigánd, Dombrád, Tiszatelek, Ibrány, Tiszakarád, Tiszabercel, Balsa, Szabolcs, Timár, Tokaj, Tiszaladány, Tiszaeszlár, Tiszatardos, Tiszalök, Prügy, Tiszadada, Tiszadob, Tiszaújváros, Tiszaszederkény, Tiszapalkonya, Polgár, Tiszatarján, Tiszakeszi, Ároktő, Tiszacsege, Tiszadorogma, Tiszabábolna, Tiszavalk, Tiszafüred, Tiszaörvény, Poroszló, Sarud, Tiszanána, Dinnyéshát, Abádszalók, Kisköre, Pusztataskony, Tiszabura, Pély, Tiszasüly, Tiszaroff, Kőtelek, Tiszagyenda, Tiszabő, Nagykörű, Tiszapüspöki, Szajol, Szolnok, Tószeg, Rákóczifalva, Tiszavárkony, Vezseny, Martfű, Tiszajenő, Tiszaföldvár, Cibakháza, Tiszasas,[7] Nagyrév, Tiszakécske, Tiszainoka, Tiszakürt, Tiszaug, Tiszaalpár, Csongrád, Szentes, Mindszent, Mártély, Algyő, Tápé, Szeged, Tiszasziget, Ókeresztúr, Horgos, Martonos, Magyarkanizsa, Adorján, Zenta, Padé, Ada, Mohol, Péterréve, Óbecse, Törökbecse, Aracs, Csúrog, Tiszatarrós,  Elemér, Zsablya, Aradi, Mozsor, Titel, Sajkáslak, Rezsőháza, Zalánkemén

## A filmben megszólaló személyek
A *-gal jelölt riportok Gyenes Károly riportjai.
A források
- a csapat tagja (köztük: Vári Péter, Faludi János, Petres Pál, Téglás László, Dóra Márton[8]), Fekete-Tisza-forrás*
- Varga János, a túra vezetője, Fekete-Tisza-forrás környéke*
- a felújított Fekete-Tisza-forrás avatása[9]
- Szenek Olga, a kőrösmezői magyar iskola tanára, Kőrösmező*
- Klempetyuk Margit, Kőrösmező*
- Szenek Olga, a kőrösmezői magyar iskola tanára, valamint kőrösmezői ruszin lakosok, Kőrösmező, Sztrok Iván kápolna*
- Vaszil Gyulovics hegyi pásztor, Fehér-Tisza forrásvidéke*
- Gasprovics Jenő túravezető, Fehér-Tisza-forrás*
- Varga János, a túra vezetője, valamint a csapat néhány tagja, Fehér-Tisza-forrás*
- Gasprovics Jenő túravezető, Fehér-Tisza-forrás*
- rahói horgász

Vízreszállás
- Miklós bácsi, helyi lakos, Rahó*
- a Duna Napjának szervezője, Terebesfejérpatak
- Helmann Diána, a Nemzetközi Dunavédelmi Szervezet képviselője, Terebesfejérpatak
- Kocserha János alpolgármester, Aknaszlatina
- Sóbányi Imre nyugdíjas vasutas, helytörténész, Aknaszlatina*
- Rév Katalin kórházi nővér, Aknaszlatina, Bánya-kórház (Gyenes Károly és Faludi Sándor riportja)
- Ambrus Pál, a técsői Magyar Középiskola és Líceum igazgatója, Técső*
- Varga János elmondja a túra szabályait, Bustyaháza
- viski kőmosók (ifj. Varga János riportja)
- Hánka Sándor halász, Visk*
- Pesti Szép Sándor és Czébely Lajos, Visk
- viski férfi

Szabályozatlanul
- viski férfi
- Czébely Lajos költő, tanító, kántor, helytörténész, és Jeney Károly református lelkész, Visk*
- ruszin kaszáló asszonyok, Visk
- Józan Lajos református tiszteletes, Huszt
- huszti fürdőzők
- Szabó Károly, a nagyszőlősi Víziklub vezetője, és Varga János, a túra vezetője, Nagyszőlős*
- a Kárpátaljai Víziturisztikai Egyesület munkácsi vezetői, és az általuk vezetett túra résztvevői, Nagyszőlős*
- tiszaszirmai fiúk*
- a csapat ebédel, Tiszapéterfalva
- Borbély Ida, a kárpátaljai Magyar Néprajzi Gyűjtemény vezetője, Tiszabökény-Tiszafarkasfalva, Skanzen*
- tiszabökényi gyerekek*
- tiszaújlaki fürdőzők

Jó kedvvel, bőséggel...
- a csapat vízre pakolja csónakjait, Tiszabecs
- tiszacsécsei fürdőzők
- Tőrös Bálint gazdálkodó, és a szomszédja: Bori néni, Tarpa*
- Dr. Kelemen Béla, Tarpa polgármestere*
- a csapat tagjai, Tivadar
- Danó Sándorné vendéglátós, Tivadar község "háziasszonya", Tivadar*
- Nagy Dániel, a csapat tarpai ismerőse, valamint a csapat tagjai, Tivadar*
- Molnár Sándor mezőőr, Kisar*
- Csohány Attila Barna gazdálkodó, Jánd*

Öt híd között
- vízitúrazó fiatalok, Vásárosnamény alatt (Gyenes Károly és Varga János riportja)
- Erdei István református tiszteletes, Lónya
- Polyák Sándorné, Ézsik Lajosné, Gaál Andrásné tanítónő, Tiszamogyorós*
- Katkó Lászlóné, a tiszamogyorósi kemping tulajdonosa, Tiszamogyorós*
- Szabó Béla[10] horgász, Tiszaszentmárton (ifj. Varga János és Faludi Sándor riportja)
- Sebők János református tiszteletes, Zsurk*
- Nádra Sándorné, a zsurki turistaház vezetője, Zsurk*
- Kutasi József költő, helytörténész, Zsurk*
- Varga János elmondja a Cigánd–tiszakanyári II. Rákóczi Ferenc Tisza-híd történetét

Történelmi partok
- a Cigándi Nyugdíjas Egyesület tagjai, Cigánd
- Csáki Balázsné, a cigándi Falumúzeum gondnoka, Cigánd
- Laki József, a szakasz vízügyi igazgatója, Tompa György, Tiszakarád polgármestere, és Körmendi István gépész, Tiszakarád és Tiszabercel határában lévő régi szivattyú-telep (Gyenes Károly, Petres Pál, és a csapat egyik tagjának riportja)
- Jászovics József horgász, Balsa és Szabolcs között (Varga János riportja)
- Dr. Szép Tibor ornitológus, a Nyíregyházi Főiskola tanára, a partifecskék kutatója és mindentudója, Szabolcs és Timár között*
- Makoldi Miklós Zsombor régész, Tokaj vára*
- Varga János, a túra vezetője, Tokaj*

Az első lépcső
- Zelenák István történész, helytörténész, a Tokaji Ferenc gimnázium tanára, Tokaj*
- Varga János, a túra vezetője, Tokaj*
- horgászok, Tokaj alatt
- Garadnai Sándor, Simon Péter, Kazsik János, tiszaújvárosi vízitúrázók, és társaik, Tiszaladány közelében*
- Gacsal László révész, Tiszatardos
- tiszalöki zsilipkezelő
- Szabó Zsolt horgász, Tiszadada (Gyenes Károly, Varga János és Faludi Sándor riportja)
- Patvaros János tangóharmónikázik, Tiszadada
- ifj. Kovács Géza, a tiszadadai helytörténeti gyűjtemény gazdája, Tiszadada*
- Bartha István kosárfonó, Tiszadada
- Béress Sándor és Pócsik Krisztián beszélnek a tapogató halászatról, majd bemutatják azt, Tiszadada*
- Szabó Péter fogadós, Tiszadob*

A puszta folyója
- a csapat ebédel, Tiszadob
- Farkas Zoltán, Tiszaújváros volt polgármestere, Boros Attila világbajnok, ezüstérmes kajakozó, és Simon Péter, a Tiszaújvárosi Víziszakosztály vezetője, Tiszapalkonya*
- Varga János reggeli trombitálása, Tiszapalkonya
- a csapat énekelve ebédel, Tiszakeszi
- Marossi Zoltán horgász, és fia, Ároktő közelében (Varga János riportja)
- Seress Nándor, a Bükki Nemzeti Park munkatársa, Ároktő*
- Vancza Béla halász, Ároktő (Gyenes Károly és Varga János riportja)
- vízitúrázók, Tiszafüred

A folyó a tóban
- Darabos László, a tiszaörvényi helytörténeti gyűjtemény gazdája, Tiszafüred-Tiszaörvény*
- Kohári Lajosné, Tiszafüred-Tiszaörvény
- Veress Csaba, a tiszaörvényi szivattyú-telep vezetője, Tiszafüred-Tiszaörvény*
- Füstös Gábor horgász, Óhalászi Holt-Tisza*
- Farkas Péter, a sarudi csónakmotor-múzeum gazdája, Sarud
- Varga János intelmei a csapathoz csatlakozó budapesti Apáczai Csere János Gimnázium diákjai számára, Sarud
- Balogh Sándor helytörténész, Abádszalók és a Telekháti-sziget*
- Fejes Lőrinc szakaszmérnök, Kisköre, Szakaszmérnökség

A partok élete
- Gyenes Károly elmondja a Mirhó-gát történetét, Tiszabura, Mirhó-gát Emlékmű
- Zalai Tamás és Juhász Tibor, a Hortobágyi Nemzeti Park munkatársai Fekete gólya fiókákat gyűrűznek, Pélyi Madárrezervátum
- Tyukodi Sándor horgász, és családja, valamint Farkas László polgármester, Tiszabura*
- tiszaburai fürdőzők
- a budapesti Apáczai Csere János Gimnázium diákjai, Tiszasüly
- Budai Aranka, a kőteleki önkormányzat kulturális szervezője, Kőtelek*
- Bozsó Lászlóné, Kőtelek*
- Budai Imre, Kőtelek*
- Lőrincz István, a Hortobágyi Nemzeti Park munkatársa, és id. Baráth József gazdálkodó, Nagykörű*
- tiszapüspöki fürdőzők
- Pogány Gábor Benő szobrászművész, a Szolnoki Művészeti Egyesület elnöke, Szolnok*

A Közép-Tisza
- Horváth László, a szolnoki Damjanich Múzeum igazgatója, Szolnok*
- Csányi Marietta, a szolnoki Damjanich Múzeum régésze, Tószeg*
- Kósa Józsefné, Vezseny*
- Csanádi Kálmán halász, Vezseny*
- N. Nagy Sándor, Vezseny*
- Buzás Károly és kerékpáros barátai, Vezseny*
- Gyenes Károly, Vezseny
- Mészáros Pál halász, Tiszaföldvár közelében (Gyenes Károly, Varga János és Faludi Sándor riportja)
- Béress Mária, a Tiszazugi Földrajzi Múzeum vezetője, Tiszaföldvár*

Holt ágak, élő hagyományok
- Gyalai Béla festőművész, Tiszakécske*
- Kovács Miklós kékfestő mester, Tiszakécske*
- László Károly halász, Tiszakécske*
- Buda Ferenc költő, Tiszakécske*
- Tálas László, a Tiszakürti Arborétum igazgatója, Tiszakürt*
- Marossi Zoltán horgász, és fia, Tiszakürt és Tiszaug között
- Kanalas János kosárfonó, népi iparművész, Tiszaalpár*
- Repárok Dezső hangszerkészítő, Tiszaalpár*

Kubikusok, halászok
- Licsicsányi István kubikus, Csongrád*
- a Budapesti Apáczai Csere János Gimnázium diákjai, Csongrád alatt
- mindszenti révész, Mindszent*
- Horváth Mihály halász,[11] Mindszent*
- mindszenti fürdőzők
- Varga János reggeli trombitálása, Mindszent
- a Magyarországi Görög Önkormányzat által szervezett vízitúra résztvevői (köztük a csapat vezetője: Papovasziliu Krisztosz tanár), Mindszent*
- Horváth Dénes természetvédelmi őr, Körtvélyesi Holt-Tisza*
- horgász, Körtvélyesi Holt-Tisza
- Szabó László asztalos és ladik-készítő, Mártély*

Szeged főutcája
- turisták, Algyő, Szent Anna templom
- Fodor Istvánné gyékényszövő, és dédunokája, Szeged-Tápé*
- Vágás István tanár, Szeged*
- Horváth Ferenc régész, Szeged, Vár*
- kajakozó gyerekek, és kísérőjük, Szeged
- halászlé főzés Pallagi Jenővel, Szeged*
- harcsabontás Répás Tiborral, Szeged
- Klivényi Károly, a Szabadság Úszóház Egyesület elnöke, Szeged, Szabadság Úszóház*

Bácska és Bánát között
- Vörös Sándor, és halász társai, Ókeresztúr, halásztanya (Gyenes Károly és Varga János riportja)
- Vázsonyi Tibor, a Magyarkanizsai Vízitelep vezetője, és fia: Vázsonyi Ákos, Ókeresztúr, halásztanya*
- Lepes Jocip önkormányzati képviselő, Dr. Bingó Mihály alpolgármester, és Varga János, a túra vezetője, Magyarkanizsa
- Valkai Zoltán városi építész, Magyarkanizsa*
- Gyenes Károly elköszön Vázsonyi Tiboréktól, Magyarkanizsa
- a csapat énekli a "Hej halászok, halászok!" című dalt
- helyi lakosok, Adorján*
- Baricsek László, Zenta környéke*
- Pecze Árpád magángyűjtő, Zenta, Régi Mesterségek Háza*
- Varga Péter révész, Zenta, bátkai komp*

Távolodó Magyarország
- Biliczki Zoltán polgármester, és Gali Zoltán mesterszakács, Ada (Varga János riportja)
- Gyenes Károly elköszön Gali Zoltánéktól, Ada
- adai horgász (Gyenes Károly és Varga János riportja)
- Szabó Gábor révész, és társa* (közben Varga János bemutatja a gugorákot), Mohol, komp
- építkező nyugdíjas horgászok, Péterréve*
- péterrévei horgász, Péterréve és Óbecse között (Varga János riportja)
- horgászok, Péterréve és Óbecse között*
- fürdőzők, Óbecse közelében
- óbecsei fürdőzők
- törökbecsei fürdőzők
- Milan Knežev, a törökbecsei önkormányzat környezetvédelmi munkatársa, Törökbecse*
- Kószó János, a Vladamir Glavaz Emlékmúzeum gondnoka, Törökbecse-Aracs*

Megérkezés
- fürdőzők, Törökbecse alatt
- Borbás Árpád, és halásztársa: György, csúrogi halásztanyák (Gyenes Károly és Varga János riportja)
- a csapat ebédel, Tiszatarrós
- Vladim Csetavać, és felesége: Gizella, Zsivan Bogdanovit nyugalmazott földrajz-professzor, és barátaik, valamint a csapat tagjai, Mozsor, üdülőtelep*
- Kovács Mihály, a helyi magyar közösség egyik képviselője, Titel (Gyenes Károly, Varga János és Faludi Sándor riportja)
- Laso Curći helytörténész, Titel*
- a csapat tagjai (köztük: Gál Nándor, Szabó Balázs, Dóra Márton, Téglás László[8]), Duna-Tisza torkolat*
- Varga János, a túra vezetője, Duna-Tisza torkolat*

## Külső hivatkozások
- PORT.hu
- IMDb.com
- FilmKatalogus.hu
- Kotivizig.hu Archiválva 2014. szeptember 24-i dátummal a Wayback Machine-ben
- Mernokkapu.hu Archiválva 2014. szeptember 24-i dátummal a Wayback Machine-ben
- Hajosklub.wordpress.com
- A tiszafüredi Főnix TV 2009-es interjúja a sorozat készítőivel.